# Liste der Monuments historiques in Birac (Gironde)
Die Liste der Monuments historiques in Birac (Gironde) führt die Monuments historiques in der französischen Gemeinde Birac auf.

## Liste der Bauwerke
| Bezeichnung       | Beschreibung                  | Standort | Kennzeichnung | Schutzstatus | Datum | Bild           |
| ----------------- | ----------------------------- | -------- | ------------- | ------------ | ----- | -------------- |
| Kirche St-Laurent | Erbaut ab dem 13. Jahrhundert | (Lage)   | PA00083144    | Classé       | 2005  | weitere Bilder |

## Liste der Objekte
| Bezeichnung               | Beschreibung              | Standort                        | Kennzeichnung | Schutzstatus | Datum | Bild |
| ------------------------- | ------------------------- | ------------------------------- | ------------- | ------------ | ----- | ---- |
| Skulptur Madonna mit Kind | Stein, 14. Jahrhundert    | in der Kapelle von Bijoux       | PM33000092    | Classé       | 1903  |      |
| Wandmalereien             | Ende des 15. Jahrhunderts | in der Kirche St-Laurent (Lage) | PM33000091    | Classé       | 1881  |      |